# Pustelnik (województwo dolnośląskie)
Pustelnik – wieś w Polsce położona w województwie dolnośląskim, w powiecie kamiennogórskim, w gminie Marciszów, w Kotlinie Kamiennogórskiej przy drodze krajowej nr 5.

## Podział administracyjny
W latach 1975–1998 miejscowość położona była w województwie jeleniogórskim.

## Położenie
Niewielka wieś na granicy Kotliny Marciszowskiej i Gór Wałbrzyskich. Leży na wysokości 400–440 m n.p.m.

## Historia
Według tradycji już w średniowieczu miał się tu osiedlić pustelnik, od którego potem wzięła się nazwa wsi. Powstała ona około roku 1500 przy ruchliwym trakcie z Bolkowa do Kamiennej Góry, łączącym Śląsk z Czechami.